# Malarce-sur-la-Thines
 Malarce-sur-la-Thines  là một xã ở tỉnh Ardèche, vùng Auvergne-Rhône-Alpes ở đông nam nước Pháp.